# Now and Not Then
All These for a Song è un album in studio del gruppo musicale canadese The Guess Who, pubblicato nel 1980. È il primo album della band dopo la reunion.

## Tracce
1. Lovelite – 3:21
2. Look Around – 4:30
3. Straight Shooting Man – 4:08
4. Magic – 2:52
5. Beyond Beautiful – 3:01
6. Dancing in the Night – 3:27
7. Country Disco – 3:50
8. What a Feeling – 3:53
9. Homefires Burning – 6:33
10. All Over Now – 4:58

## Formazione
- Don McDougall – voce, tastiera
- David Inglis – chitarra, cori
- Jim Kale – basso, cori
- Garry Peterson – batteria